# Oliver Smith (scenografo)
Oliver Smith (Waupun, 13 febbraio 1918 – New York, 23 gennaio 1994) è stato uno scenografo e direttore artistico statunitense.

## Biografia
Nato e cresciuto in Wisconsin, Oliver Smith studiò alla Pennsylvania State University e nei primi anni quaranta si trasferì a New York. Qui conobbe e divenne intimo amico di numerose figure di spicco del panorama artistico, tra cui Leonard Bernstein, Jerome Robbins, Carson McCullers, Agnes de Mille, George Davies e W. H. Auden. Ottenne un primo successo nel 1941 quando disegnò le scenografie per il balletto di Léonide Massine Saratoga, seguito da Rodeo della de Mille l'anno successivo.
Attivo prevalentemente in campo teatrale, Smith curò le scenografie di dozzine di musical a Broadway, tra cui gli allestimenti originali di On the Town (1944), My Fair Lady (1956), Candide (1956), West Side Story (1957), The Sound of Music (1959), Camelot (1960), Hello, Dolly! (1964) e Dear World (1969). Per la sua attività a Broadway ricevette venticinque candidature ai Tony Award, vincendone dieci. In campo cinematografico è noto soprattutto come scenografo di Bulli e pupe, che gli valse una nomination all'Oscar alla migliore scenografia.
Nel 1944 iniziò un proficuo sodalizio con l'American Ballet Theatre, di cui fu co-direttore artistico dal 1945 al 1980 accanto a Lucia Chase e poi ancora tra il 1989 al 1992. Tra le sue numerose scenografie per la Metropolitan Opera House si ricordano un apprezzato allestimento de La traviata e, nel 1967, la prima messa in scena de Il lago dei cigni ad opera di una compagnia di danza statunitense.

## Filmografia parziale
- Oklahoma!, regia di Fred Zinnemann (1955)
- Bulli e pupe (Guys and Dolls), regia di Joseph L. Mankiewicz (1955)
- Porgy and Bess, regia di Otto Preminger (1959)